# Biserica Bucur
Biserica Bucur este o biserică din București (sectorul 4), care a funcționat în trecut ca paraclis al mănăstirii Radu Vodă. Biserica, clasată ca monument istoric cu cod LMI B-II-m-A-19500, nu are o datare exactă până în prezent. De-a lungul vremii istoricii și cei care au cercetat originile construcției au oferit diferite datări și variante de construcție a edificiului. Astfel unii cercetători vorbesc de o construcție într-un stil specific secolului XVIII, alții, conform legendei, consideră că biserica este ctitoria ciobanului Bucur, de numele acestuia fiind legată și etimologia numelui București. Biserica este consemnată într-o hartă întocmită între anii 1844-1846 cu numele biserica Bucur.

## Istoric

Biserica Bucur în secolul XVIII în ansamblul mănăstirii Radu Vodă

În trecut biserica se afla pe același deal împreună cu mănăstirea Radu Vodă. La mijlocul secolului XVIII dealul a fost împărțit în două datorită unor lucrări edilitare astfel că în prezent cele 2 lăcașuri de cult se află pe două ridicături de pământ despărțite de o stradă.
Deși biserica este pomenită în textele mai multor autori români și străini ca fiind construită de întemeietorul Bucureștilor, ciobanul Bucur, unele cercetări ulterioare au concluzionat că edificiul este construit în secolul al XVII-lea, fiind refăcută în prima jumătate a secolului al XVIII-lea.
Alte cercetări au stabilit că biserica a fost construită în prima jumătate a secolului XVII, pentru a folosi ca paraclis al mănăstirii Radu Vodă. Există și opinii ale cercetătorilor care susțin că biserica a fost zidită în anul 1416, de către Mircea cel Bătrân.
Biserica este renovată între anii 1909-1910, de arhitectul George Sterian, și i se aduc unele modificări la exterior.

### Controversa datării bisericii
În lucrarea Istoria fondarei orașului București – capitala Regatului Român – de la 1330 până la 1850 – culeasă după mai mulți scriitori vechi, întocmită în 1891 de Dimitrie Papazoglu, sunt consemnate mai multe texte care confirmă varianta construirii bisericii de către Ciobanul Bucur. Papazoglu însuși se îndoiește de exactitatea acestor date, autorul fiind convins că în realitate biserica a fost ridicată în 1568 de Alexandru Vodă, zis Ciobanu, fiul lui Mircea Vodă pe locul cimitirului mănăstirii Radu Vodă.

Biserica Bucur într-o vedere din 1900

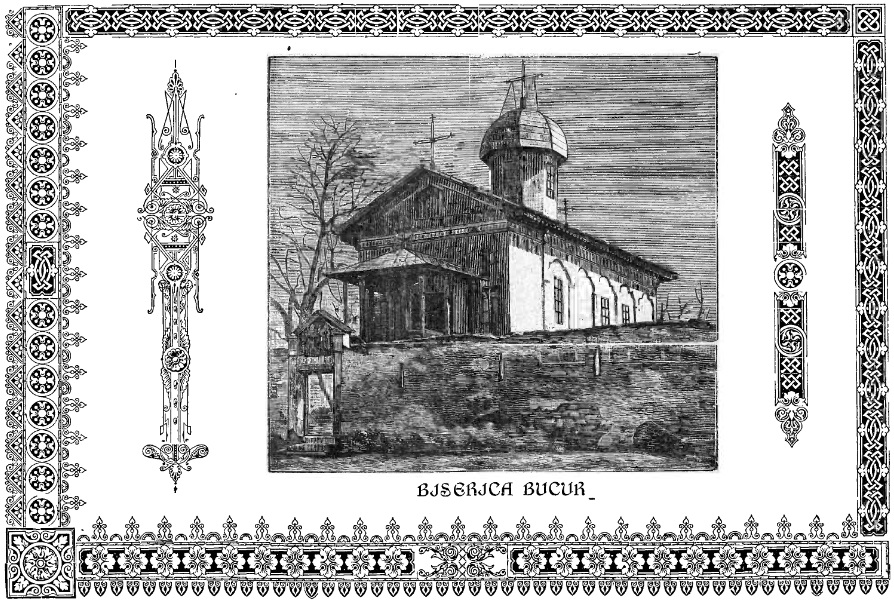
Biserica Bucur - gravură (1892)

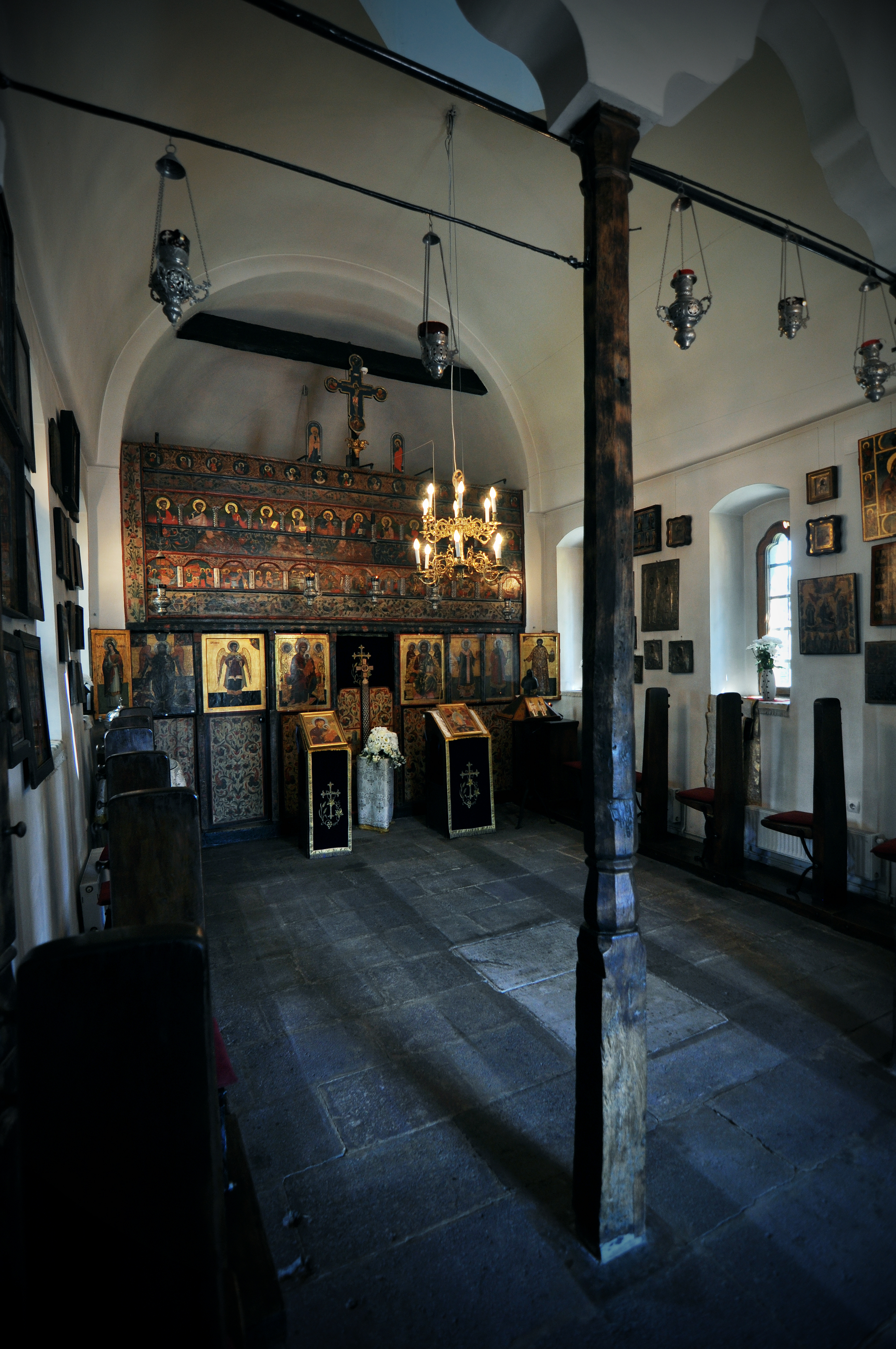
Biserica Bucur (2011)

În 1938 Grigore Ionescu în ghidul Bucureștiului afirmă că în 1869 biserica a fost refăcută și i s-a creat o nouă identitate mai veche cu 300 de ani decât în realitate.
Până în anul 1974 mulți dintre cei care au studiat istoria bisericuței au considerat că ctitorul edificiului nu poate fi ciobanul Bucur, aceștia apreciind relatările care susțin această variantă ca simple legende, consemnate pentru prima dată la 1728 de rectorul brașovean Johann Filstich, preluate în 1761 de Blasius Kleiner și difuzate mai departe într-o monografie a Principatelor, întocmită de consulul britanic William Wilkinson, publicată la Londra în 1820.
Călugărul franciscan Blasius Kleiner a notat în textul amintit următoarele: Se spune că acest oraș își trage numele de la un oarecare cioban sau, după cum spun alții, haiduc vestit, care se chema Bucur. Acesta își păștea oile în acea câmpie de pe marginea râului Dâmbovița și poate că pe acolo își făcea și haiduciile lui. În urmă a clădit o biserică (...) și a început să construiască și câteva case pentru el și pentru alții.
În 1835 această variantă este susținută și în manualul de geografie întocmit de Iosif Genilie, profesor la Colegiul „Sf. Sava”.
Profesorul Marcel Dumitru Ciuca, cel care a îngrijit republicarea lucrării lui Dimitrie Papazoglu, consideră că acesta a greșit datarea bisericii, prezentată în cartea din 1891. Marcel Dumitru Ciuca consideră că legenda despre ciobanul Bucur ar putea fi adevărată și nu vede un inconvenient în acceptarea existenței unui strămoș întemeietor al Bucureștiului cu numele de Bucur.

## Descriere

Biserica Bucur 1900

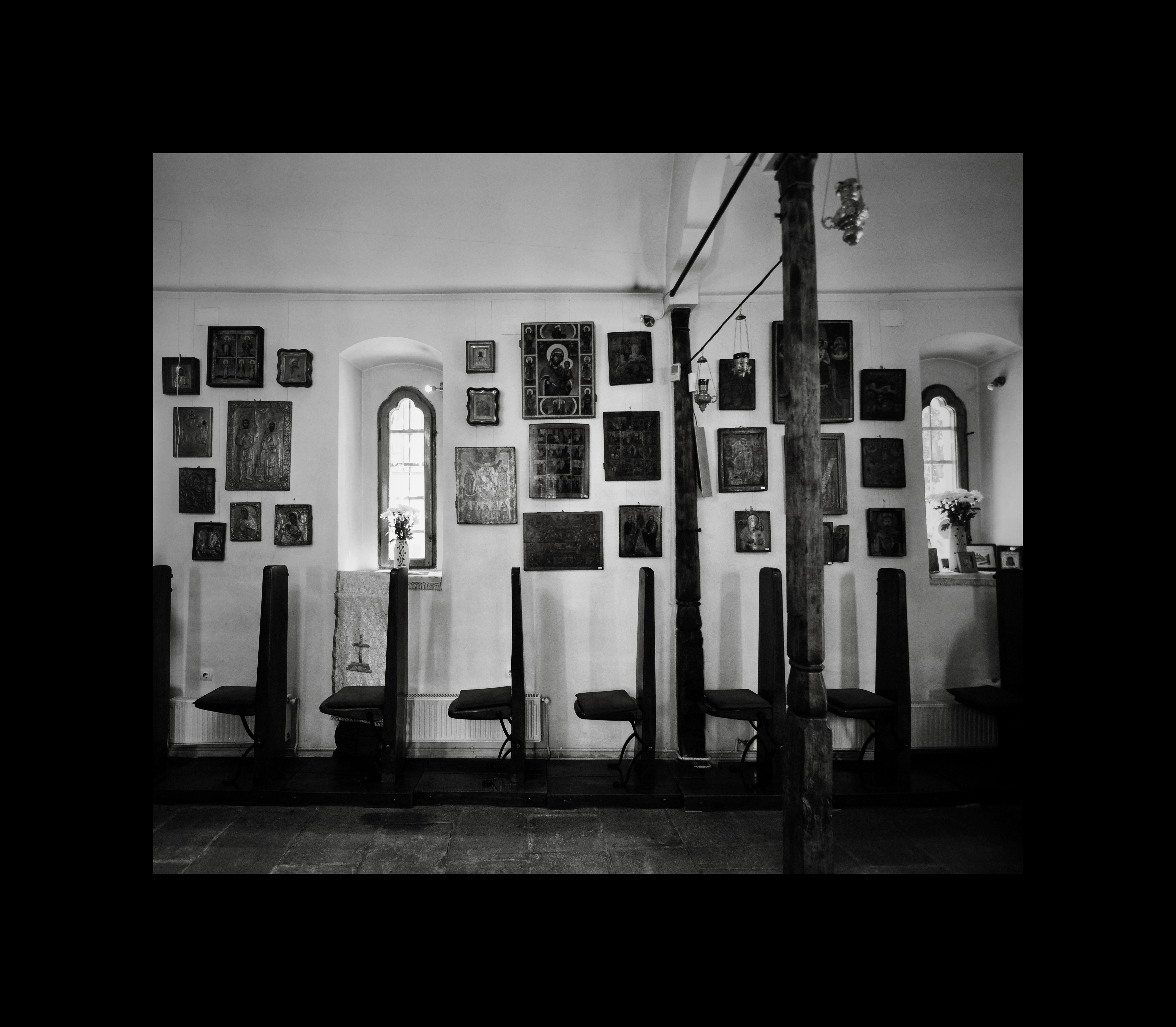
Biserica Bucur (2011)

Biserica, închinată sfinților Atanasie și Chiril, are dimensiuni mai puțin impunătoare, dar bine proporționate. Fațadele construcției sunt liniștite și drepte, vopsite în alb. 
Intrarea se face printr-un pridvor elegant asemănător cu prispele întâlnite la casele țărănești din România. Pridvorul prezintă arcade polilobate susținute de stâlpi din lemn. În partea superioară edificiul are o turlă simplă cu streașină largă și o cupolă în formă de ciupercă. Ușa și ferestrele prezintă ancadramente din piatră sculptată aplicate la începutul secolului XX.